# Chrysobothris bacchari
Chrysobothris bacchari es una especie de escarabajo del género Chrysobothris, familia Buprestidae. Fue descrita científicamente por Van Dyke en 1923.
Mide 8.5-11 mm. Se encuentra en América del Norte. Las larvas se alimentan de especies de Baccharis.